# Parc de la Barceloneta
El Parc de la Barceloneta està situat al barri del mateix nom de Barcelona, delimitat pels carrers del Doctor Aiguader i del Gas, i els passeigs Marítim de la Barceloneta i de Salvat Papasseit.

## Història
L'any 1840, l'Ajuntament de Barcelona decidí introduir l'enllumenat de gas per a la via pública i els edificis de la ciutat, i el 14 de juny del 1841 es va subscriure la primera concessió per a fabricar gas amb Charles Lebon, per quinze anys. El 1843 es va constituir la Societat Catalana per a l'Enllumenat per Gas, que va instal·lar la seva fàbrica a la Barceloneta, vora l'antiga porta de Don Carlos. Tenia vuit forns de carbó i tres grans gasòmetres.
A principis del segle xx, el conjunt fabril fou ampliat, i es va fer necessària la construcció d'una torre d'aigües. Fou projectada entre 1905 i 1906 per l'arquitecte Josep Domènech i Estapà, que ja havia dissenyat la seu de la Catalana de Gas al Portal de l'Àngel, i també construí diverses dependències d'oficines i altres instal·lacions, amb unes obres que es perllongarien fins al 1909.
El procediment de fabricació del gas de ciutat consistia en la carbonització de l'hulla fins que, l'any 1964, aquest sistema va ser abandonat amb la inauguració d'unes instal·lacions més modernes, que obtenien el gas de naftes lleugeres. A partir del 31 de març del 1971, amb l'arribada del gas natural procedent d'Algèria, la fàbrica deixà de produir gas manufacturat i es clausuraren els gasòmetres i les instal·lacions tradicionals.
Finalment, l'any 1986, Catalana de Gas, mitjançant un acord amb la Corporació Metropolitana de Barcelona, va cedir la fàbrica a la ciutat per a usos cívics, essent enderrocada el 1989. Els terrenys serien convertits en el nou Parc de la Barceloneta, inaugurat l'any 1996 segons un disseny de Jordi Henrich i Olga Tarrasó.

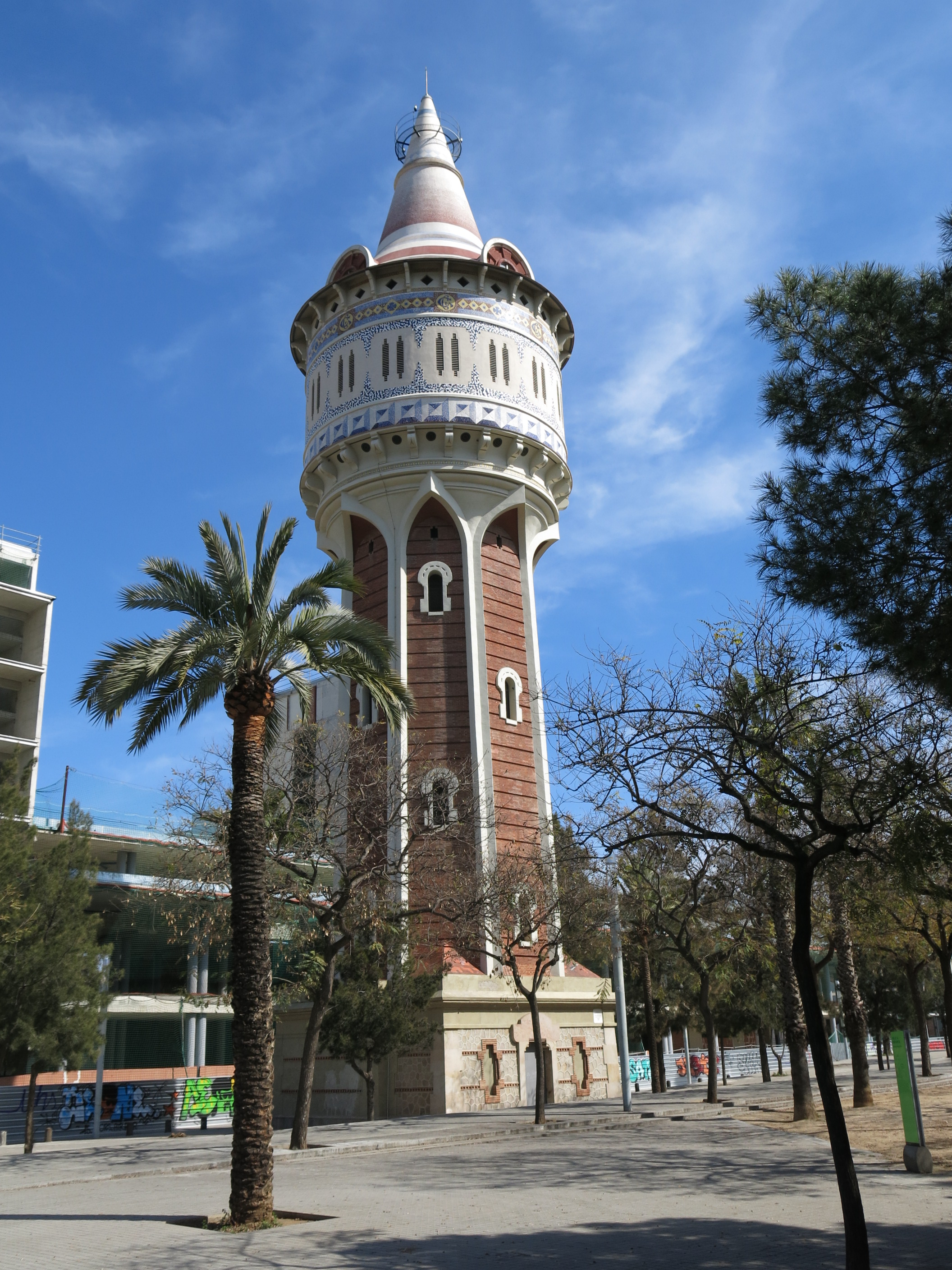
Torre d'aigües

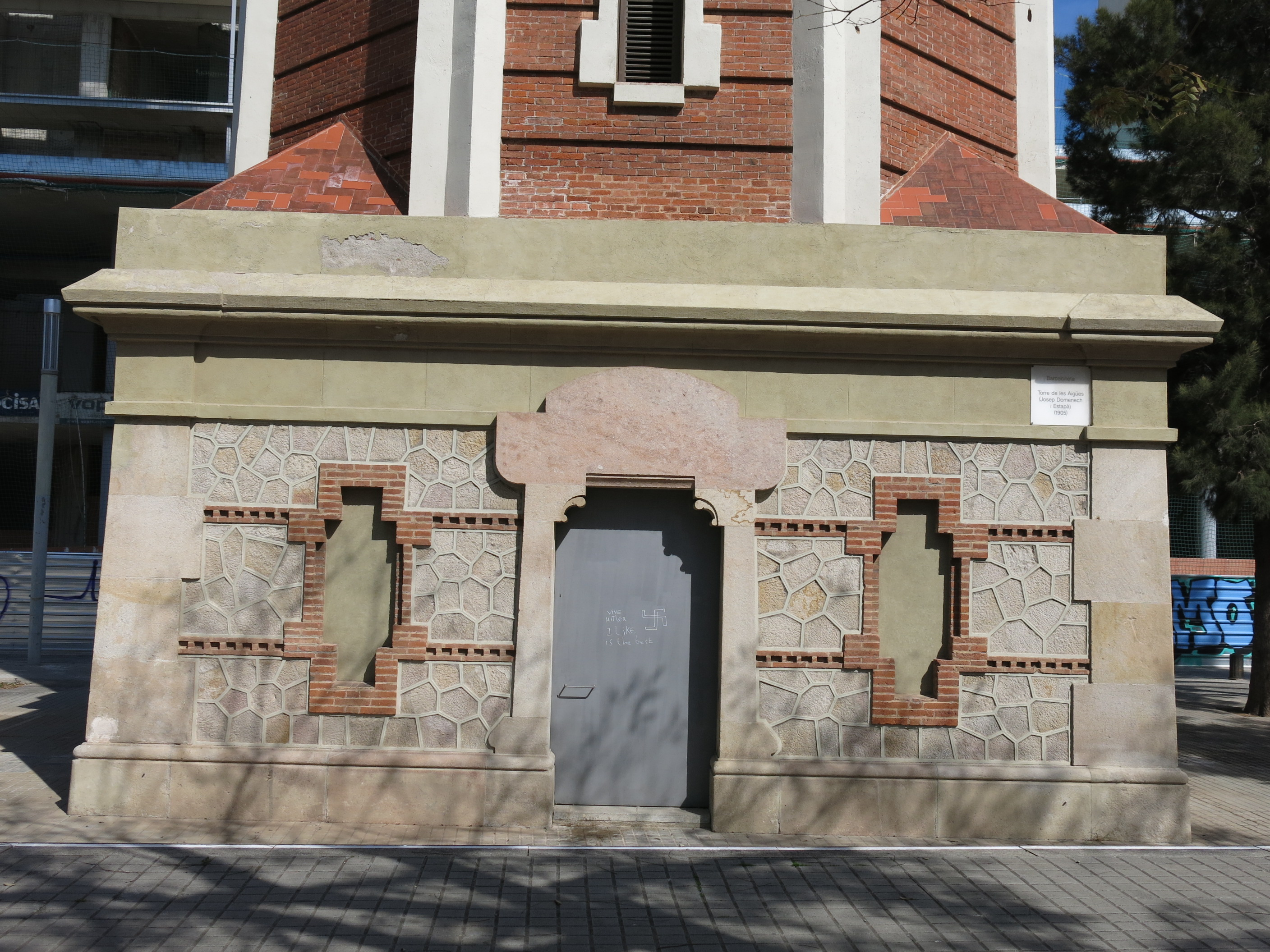
Base de la torre

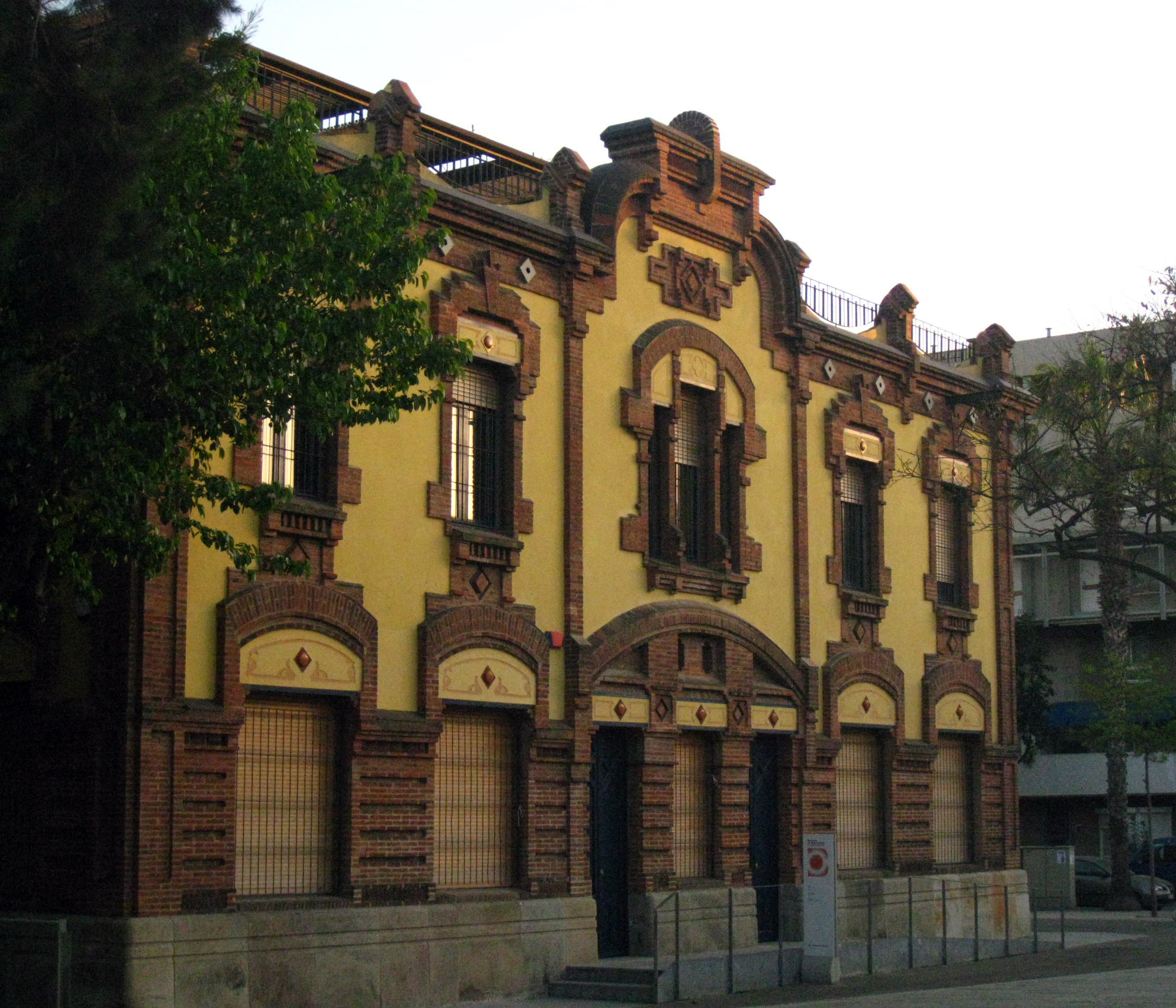
Antigues oficines

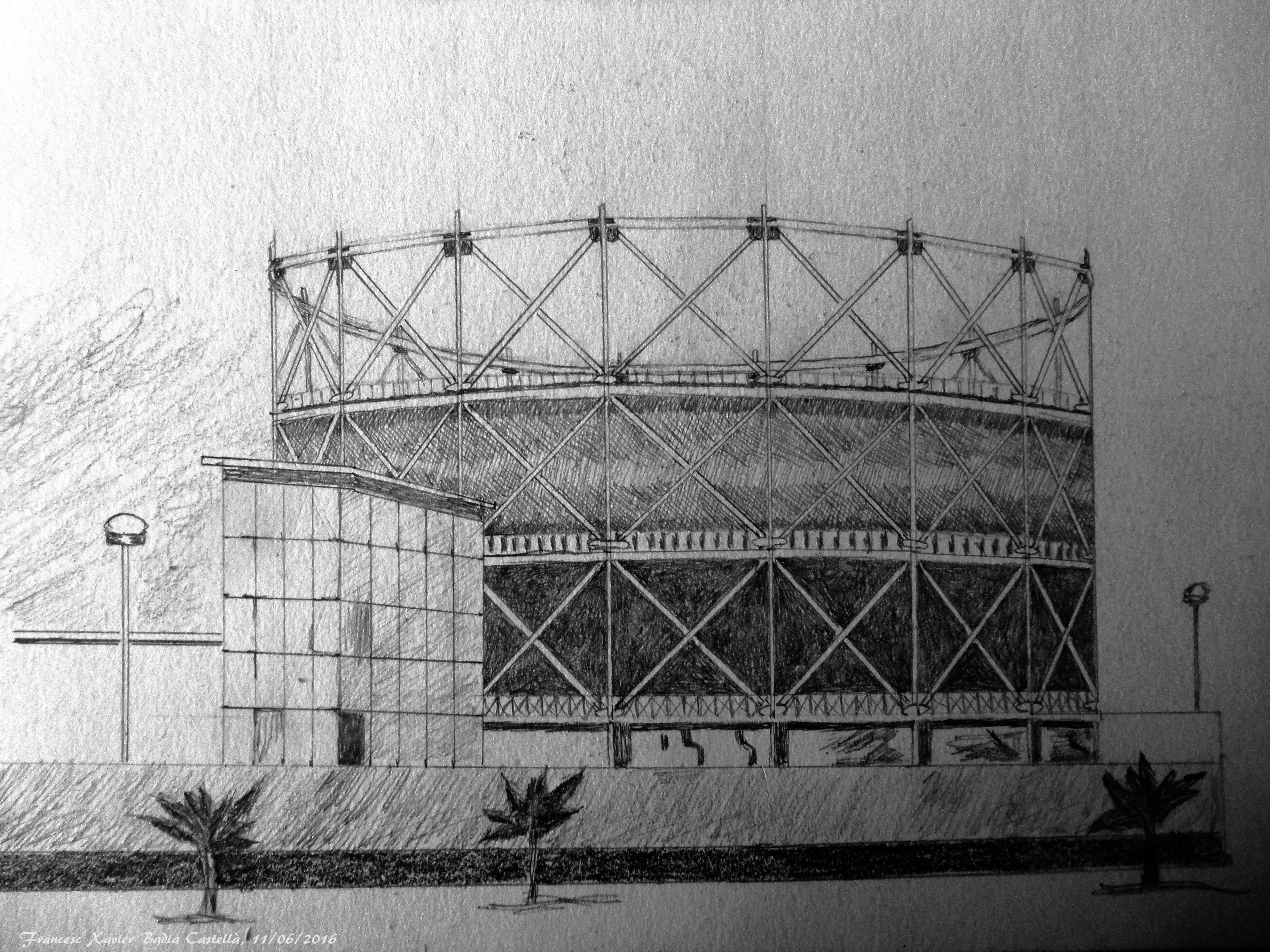
Dibuix d'un dels gasòmetres

## Descripció
De l'antiga fàbrica de gas en resten l'estructura metàl·lica del gasòmetre, dissenyada per l'enginyer Claudi Gil i Serra el 1868, així com la torre d'aigües i l'edifici d'oficines, catalogades com a bé cultural d'interès local.

### Torre d'aigües
Està formada per un basament de planta quadrangular, un cos de planta vuitavada i un dipòsit superior de planta circular coronat per una coberta cònica. El cos inferior, en forma tascó, de està realitzat amb paredat comú en verdugades de maó i grans carreus regulars formant les cadenes d'angle i el basament. Cal ressaltar-ne el portal d'accés, obrat també en pedra de Montjuïc i coronat per un arc deprimit còncau i una gran llinda semicircular. Damunt d'aquest basament arrenca el cos que acull les escales vers el dipòsit, una elevada estructura de planta vuitavada realitzada amb obra vista i pilars als angles. Al llarg d'aquest s'hi obren un seguit d'arquets que donen llum a l'interior, emmarcats amb estuc de morter blanc. La transició de la planta vuitavada d'aquest cos a la planta circular del dipòsit es realitza per mitjà de la unió dels vuit pilars angulars per mitjà d'ogives motllurades.
El dipòsit reposa sobre una motllura ornada a base de mènsules i obes i està totalment revestit de ceràmica blanca i blava en trencadís, formant dibuixos geomètrics. Entre aquesta decoració destaquen les cartel·les que mostren les inicials CG (Catalana de Gas). Sostingut per un entaulament a base de mènsules, el coronament del dipòsit presenta forma cònica i està totalment revestit de trencadís ceràmic amb gradació de colors, a excepció dels quatre respiradors circulars de la cornisa.
El vestíbul d'accés acull l'arrencada de l'escala vers el dipòsit, que en aquest espai presenta forma d'escala de tipus imperial amb baranes de ferro forjat i que en els pisos superiors es converteix en una escala de cargol de ferro colat.

### Edifici d'oficines
Es tracta d'un edifici aïllat de planta rectangular, que mira cap al carrer de Ginebra. Consta de dos pisos d'alçada amb terrat pla transitable tancat per baranes de ferro.
Les façanes, amb un basament de pedra i la resta estucat en color groc, es caracteritzen per un acurat treball del maó vist com a element ornamental, situant-lo a l'emmarcament de les obertures arquitectòniques, als elements decoratius motllurats o a la cornisa. Destaca la façana meridional, on es localitza l'accés principal a l'edifici. En aquesta es remarca un eix vertical configurat per tres obertures unificades sota un arc escarser i coronades per un capcer ondulat. Altres obertures estan cobertes per arcs de mig punt o angulats. Un altre element decoratiu de marcat caràcter modernista que Domènech i Estapà va utilitzar són medallons de ceràmica vidriada amb ornamentació geomètrica.
L'any 2001, l'edifici va ser rehabilitat, reformat i ampliat per a acollir la Fàbrica del Sol, un equipament municipal d'educació ambiental que integra una sèrie de serveis dirigits a la ciutadania en matèria d'energies renovables, medi ambient urbà i sostenibilitat. S'hi han emprat materials de bioconstrucció i criteris de disseny ecològic, i entre altres elements, s'han col·locat al terrat plaques solars, una placa fotovoltaica o una caldera de biomassa.

### Parc
L'àrea del parc comprèn diverses zones amb parterres de gespa i espais de sauló, jalonats d'àrees vegetals on predominen les plantacions regulars d'arbres com pins, tipuanes, palmeres, bellaombres i tamarius. Al costat del Passeig Marítim, que dona a la platja de la Barceloneta, es troba un Monument a Simón Bolívar, obra de Julio Maragall (1996).
Entre les espècies presents es troben: el pi blanc (Pinus halepensis), la casuarina (Casuarina cunninghamiana), la Tipuana (Tipuana tipu), el tamariu (Tamarix gallica), la bellaombra (Phytolacca dioica), la washingtònia (Washingtonia robusta i Washingtonia filifera) i la palmera datilera (Phoenix dactylifera).